# Allium chinense
Allium chinense es una especie de planta bulbosa del género Allium, perteneciente a la familia de las amarilidáceas, del orden de las Asparagales. Originaria de Asia.

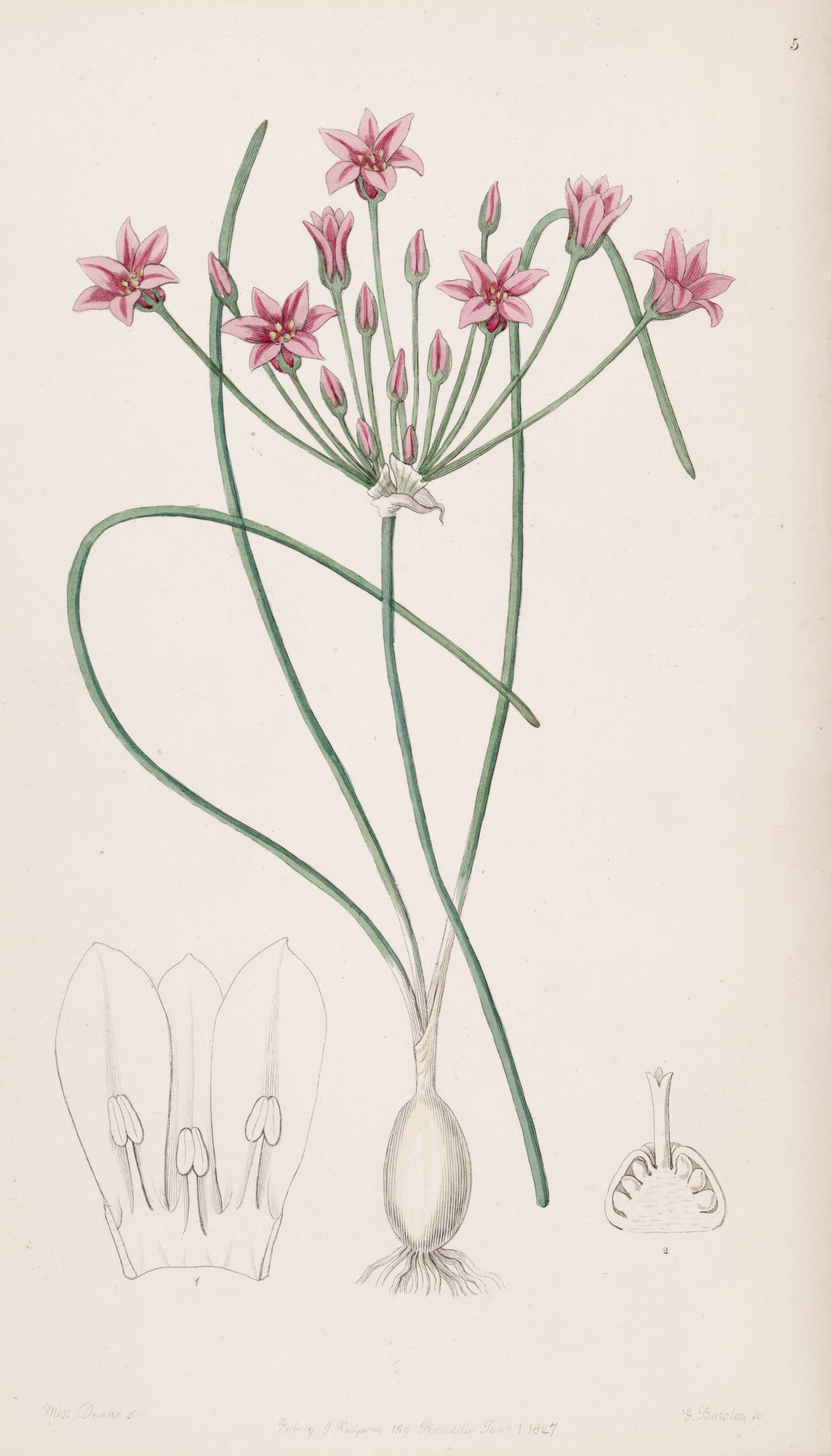
Ilustración

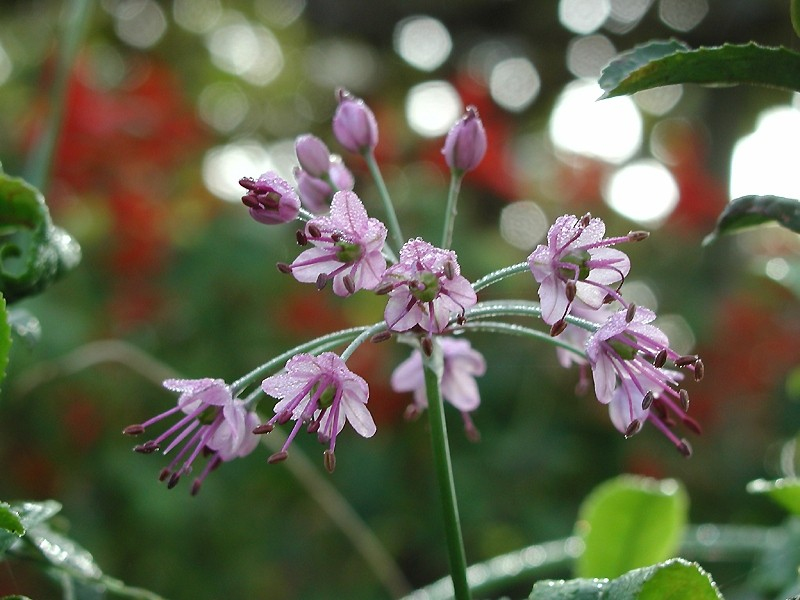
Inflorescencia

## Descripción
Allium chinense tiene bulbos agrupados, estrechamente ovoides, de (0,5 -) 1-1,5 (- 2) cm de diámetro, túnica blanca, a veces teñida de rojo, membranosa. Las hojas  3 - 5 anguladas. El escapo lateral, de 20 - 40 cm, cilíndrico, cubierto con vainas de las hojas sólo en la base.  Perianto de color púrpura pálido a púrpura opaco. El número cromosómico es de 2 n = 24, 32.

## Distribución
Se encuentra en Anhui, Fujian, Guangdong, Guangxi, Guizhou, Hainan, Henan, Hubei, Hunan, Jiangxi, Zhejiang.

## Usos
Culinarios
Debido a su sabor, muy suave y "dulce", A. chinense es a menudo encurtido y se sirve como guarnición en Japón y Vietnam, para equilibrar el fuerte sabor de algún otro componente de la comida. Por ejemplo, en la cocina japonesa se come con sushi (para equilibrar la salinidad de la salsa de soja en la que el sushi es a veces sumergido) o con el curry japonés (para equilibrar el sabor picante).
En Vietnam, A. chinense se sirve a menudo, en escabeche,  durante el Tet (Año Nuevo vietnamita).
Medicinales
Allium chinense  se utiliza en la medicina tradicional como tónico para ayudar a los intestinos y como remedio estomacal.

## Taxonomía
Allium chinense fue descrita por  G.Don. y publicado en Memoirs of the Wernerian Natural History Society 6: 83, en el año 1827.
Etimología
Allium: nombre genérico muy antiguo. Las plantas de este género eran conocidos tanto por los romanos como por los griegos. Sin embargo, parece que el término tiene un origen celta y significa "quemar", en referencia al fuerte olor acre de la planta. Uno de los primeros en utilizar este nombre para fines botánicos fue el naturalista francés Joseph Pitton de Tournefort (1656-1708).
chinense: epíteto geográfico que alude a su localización en China.
Sinonimia
- Allium bakeri Regel, Trudy Imp. S.-Peterburgsk. Bot. Sada 3(2): 141. 1875.
- Allium bodinieri H.Lév. & Vaniot in A.A.H.Léveillé, Liliac. & C.Chine: 38. 1905.
- Allium exsertum G.Don, Mem. Wern. Nat. Hist. Soc. 6: 17. 1827.
- Allium exsertum Baker, J. Bot. 12: 294. 1874, nom. illeg. non G.Don (1827).
- Allium martinii H.Lév. & Vaniot, Liliac. & C.Chine (A.A.H.Léveillé) 40. 1905.
- Allium splendens Miq., Ann. Mus. Bot. Lugduno-Batavi 3: 154. 1867, nom. illeg. non Willd. (1830).
- Allium triquetrum Lour., Fl. Cochinch., 202. 1790., nom. illeg. non L. (1753).
- Caloscordum exsertum (G.Don) Herb., Edwards's Bot. Reg. 33: t. 5. 1847.[5]